# 県道196号 (台湾)
県道196号（けんどう196ごう）宜蘭県三星郷から同県五結郷下清水（蘭陽渓口）を結ぶ、全長計22.231kmの台湾の県道であり、「羅三公路（らさんこうろ）」の別称で呼ばれる。

## 通過する自治体
- 宜蘭県
  - 三星郷
  - 羅東鎮
  - 五結郷

## 接続する道路
- 台7丙線
- 台9線
- 国道5号（インターチェンジ）・県道191甲線（国道5号高架橋に下の道路）
- 台2線

## 施設
- 大洲国小学校
- 羅東インターチェンジ